# Liddojaureh
Liddojaureh är en sjö i Gällivare kommun i Lappland och ingår i Kalixälvens huvudavrinningsområde. Sjön har en area på 0,381 kvadratkilometer och ligger 856,1 meter över havet. Liddojaureh ligger i Torne och Kalix älvsystem Natura 2000-område. Sjön avvattnas av vattendraget Kaukuljåkka.

## Delavrinningsområde
Liddojaureh ingår i det delavrinningsområde (752684-161132) som SMHI kallar för Ovan 752355-161203. Medelhöjden är 948 meter över havet och ytan är 12,96 kvadratkilometer. Det finns ett avrinningsområde uppströms, och räknas det in blir den ackumulerade arean 18,96 kvadratkilometer. Kaukuljåkka som avvattnar avrinningsområdet har biflödesordning 2, vilket innebär att vattnet flödar genom totalt 2 vattendrag innan det når havet efter 421 kilometer. Avrinningsområdet består mestadels av kalfjäll (95 procent). Avrinningsområdet har 0,68 kvadratkilometer vattenytor vilket ger det en sjöprocent på 5,3 procent.